# Тролльхеттан
Тро́лльхеттан или Трольхеттан (швед. Trollhättan) — город на западе Швеции, центр одноимённой коммуны лена Вестра-Гёталанд.
Расположен на реке Гёта-Эльв у водоската Тролльхеттан (швед. Trollhättefallen), вокруг которого построен Тролльхетте-канал (входящий в систему Гёта-канала). В городе находятся главный офис компании «Saab Automobile AB», автомобильный завод компании «SAAB», авиационный — «Volvo Aero», локомотивостроительный завод NOHAB, гидроэлектростанция, кинематографические предприятия.
В городе расположена крытая арена для хоккея с мячом Слеттбергсхаллен, построенная на месте стадиона Слеттбергсбанан, на которой выступает местный клуб Грипен.

## История
Тролльхеттану были предоставлены права города (которые сегодня не имеют юридической силы) в 1916 году, когда в нем проживало около 15 000 жителей, а теперь их число выросло до 59 058 человек. Тролльхеттан был основан на реке Гета-Эльв, у водопада Тролльхеттан. Впервые это место было упомянуто в литературе с 1413 года. Тролльхеттан имел стратегическое значение на дороге между Вестергётландом и Норвегией. Он также имел коммерческое и политическое значение для судоходства в Венерн и обратно.
Использование силы реки было первым важным бизнесом в этом районе. Со времен средневековья там, где сейчас находится центр города, велись фрезерные и лесопильные работы. На протяжении веков водопад Тролльхеттан был препятствием для судов, перемещающихся по реке, пока в 19 веке не была построена система шлюзов. С тех пор эта система несколько раз обновлялась, в нынешнем виде существует с  1916 года. В конце 19 века в Тролльхеттане была развита гидроэнергетика. Шведская энергетическая корпорация «Vattenfall» получила свое название от водопада в Тролльхеттане. Сегодня в городе действуют две гидроэлектростанции — Олидан и Ходжум.

### Название
Само название Trollhättan изначально использовалось только для области водопада. Trollhättan переводится как «шапка тролля». Последняя часть, «hätta», может также означать вершину горы. Вода, стекавшая с большого камня у подножия водопада (до строительства гидроэлектростанции), казалась похожей на шляпу тролля. Другие прежние названия этого места — Эйгар и Стора Эдет; последнее происходит от имени муниципалитета Лилла Эдет, граничащего с местностью с юга.

## Промышленность
Производственная компания Nydqvist & Holm AB (ныне NOHAB) была основана в городе Тролльхеттан в 1847 году. Вскоре последовали и другие отрасли промышленности. В Тролльхеттане, построенном в 19 веке, раньше размещались штаб-квартира и главный производственный завод Saab Automobile, а теперь здесь находится штаб-квартира и завод по производству национальных электромобилей Швеции (NEVS). Также здесь расположен ряд промышленных предприятий, возглавляемых GKN Aerospace (ранее известной как Volvo Aero) и её контрактными поставщиками. Как и в случае с другими местами в Европе, большая часть его производства перешла от тяжелой промышленности к профессиональным услугам и созданию интеллектуальной собственности.

С 2011 года в Тролльхеттане находится кинопроизводственный комплекс, известный как Тролливуд. Среди снятых там фильмов «Покажи мне любовь» (Fucking Åmål), «Танцовщица в темноте», «Меланхолия», «Догвилль» и студийные сцены для «Лилии 4-эвер». Расположенная здесь киностудия Film i Väst производит около половины шведских полнометражных фильмов.

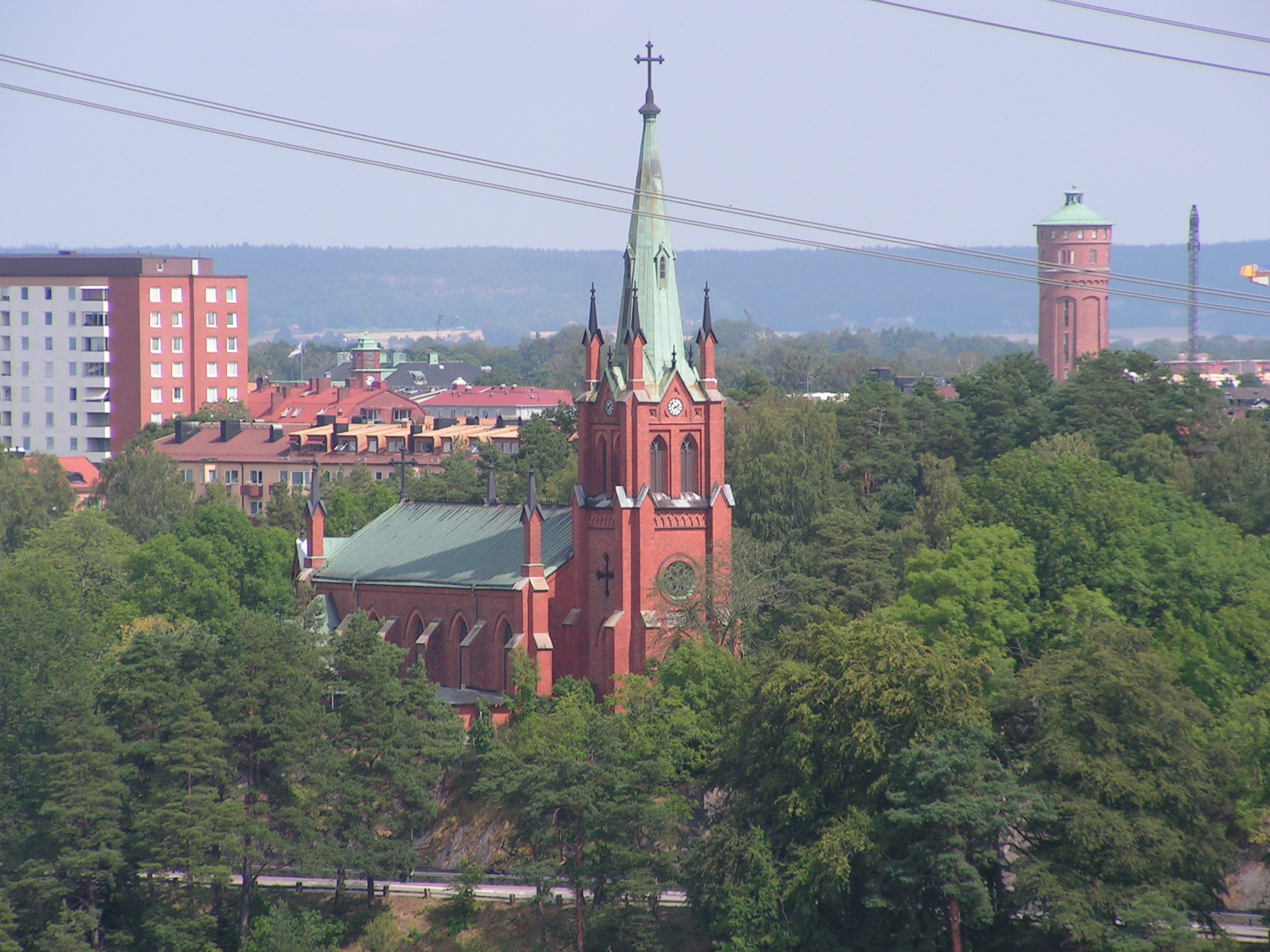
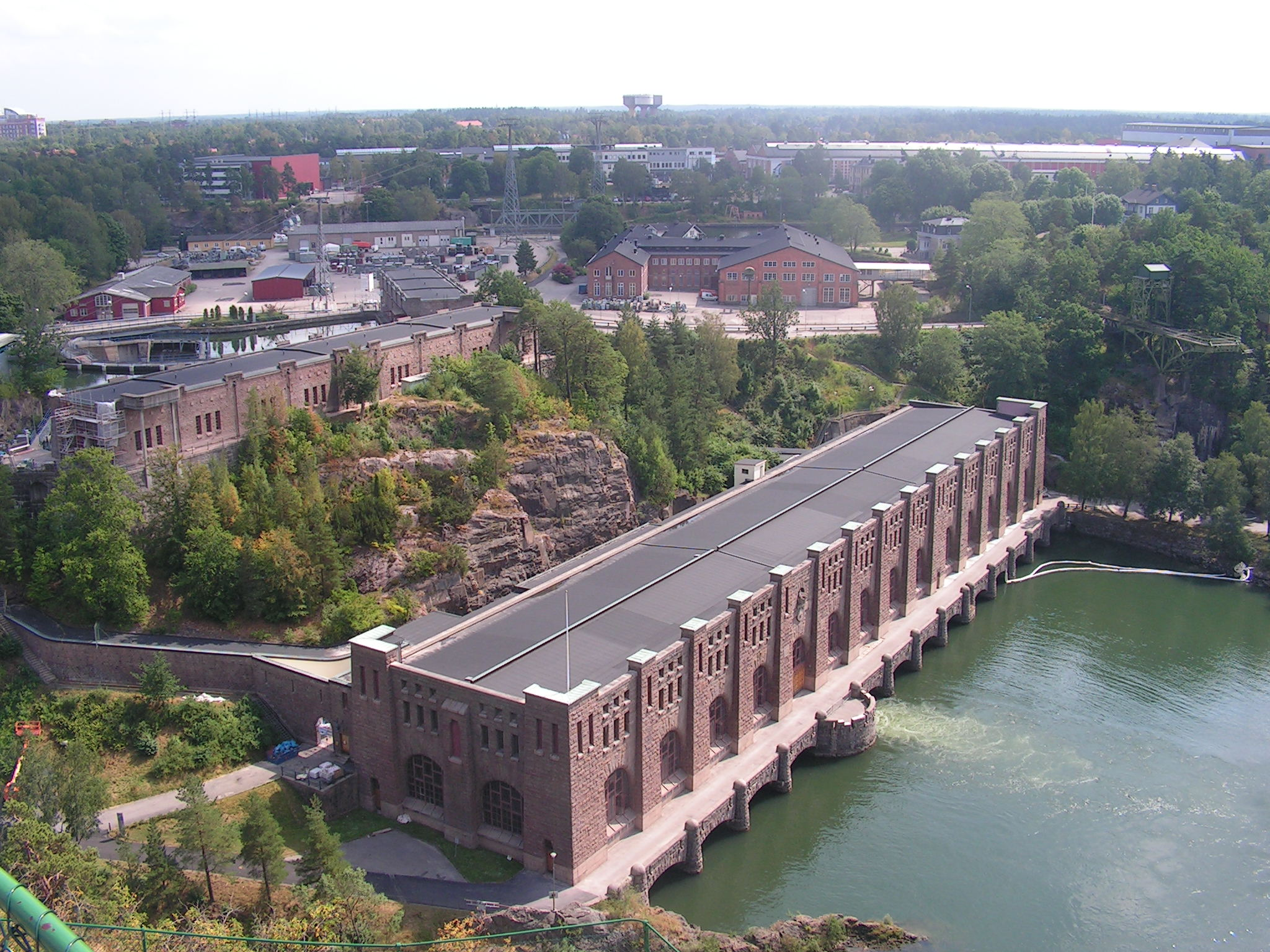
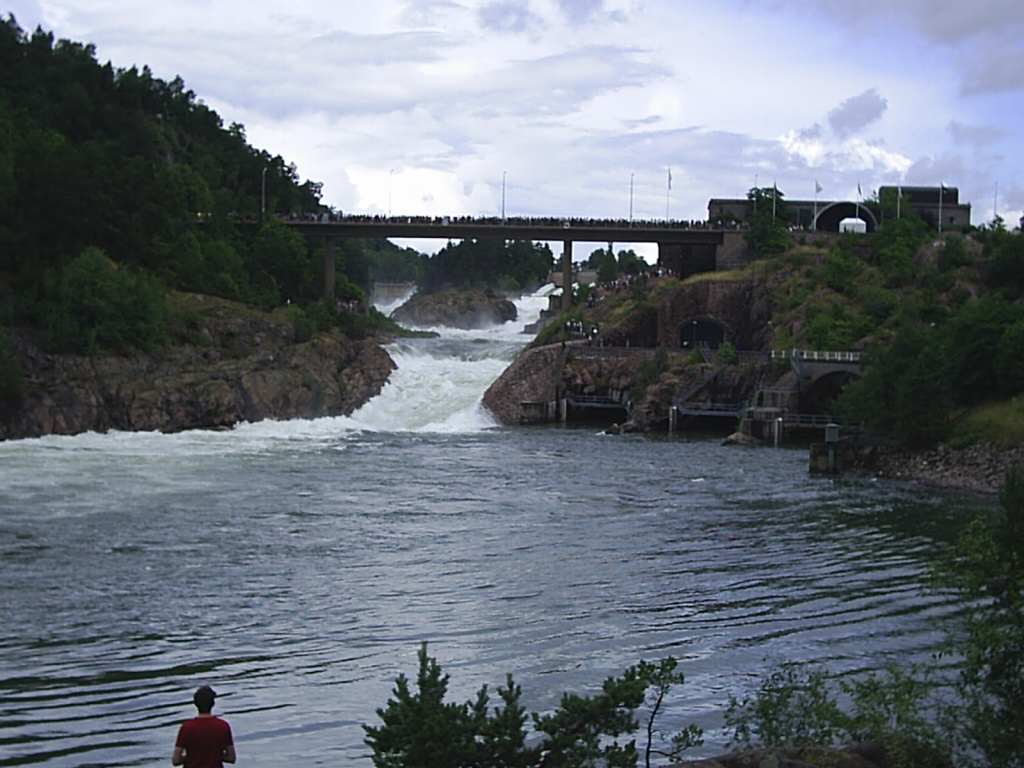